# Gerd Stange
Gerd Stange (né le 6 août 1954 à Barby) est un artiste contemporain allemand.

## Biographie

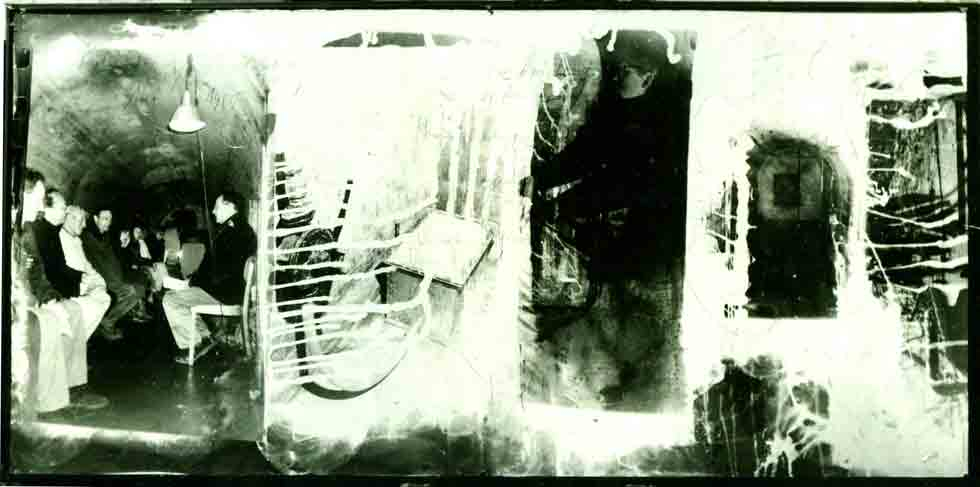
Rhythmische Babylonische Wasserskulptur, techniques diverses, 1996.

À partir du début des années 1990, Stange crée des installations et monuments commémoratifs dans son atelier à Hambourg-Eppendorf, notamment Verhörzelle (1990) et Subbühne (1995), tous deux en hommage aux résistants de la Rose blanche et Wolfgang Borchert. En 1996, il crée le mémorial Schützengraben-Soldatengrab à Groß Borstel et le projet Ein Gartenstück für Rosa Luxemburg dans l'arrondissement d'Eimsbüttel.
À partir de 1984, les œuvres de Stange sont présentes dans des expositions, des lectures et des installations avec d'autres artistes. Son travail est fortement influencé par un art conceptuel engagé et non conventionnel qui va à l'encontre de la scène artistique.